# レフ・クニッペル
レフ・コンスタンティノヴィチ・クニッペル（ロシア語：Лев Константи́нович Кни́ппер；ラテン文字転写の例:Lev Konstantinovich Knipper、1898年11月21日 トビリシ - 1974年7月30日 モスクワ）はソ連の作曲家。ソヴィエト人民委員会付属国家政治局（GPU、秘密警察）の間諜でもあった。一般にロシア民謡と言われる（実際にはソ連ポップス）「ポーリュシカ・ポーレ (ПОЛЮШКО-ПОЛЕ)」は、クニッペルの作である。

## 概要
ドイツ系・ユダヤ系の演劇人の家系に生まれる。おばは女優で、チェーホフ夫人のオリガ・クニッペルである。ナチスの協力者として知られる実姉オリガ・チェーホヴァも女優であり、一時期チェーホフの甥ミハイルと結婚していた。
ロシア内戦の間は白軍に加わり、ピョートル・ヴラーンゲリ男爵のロシア軍の残存兵力と共に1920年にロシアを出国。1922年に帰国すると、まもなくGPU外務部門に徴発される。抑圧の時代にクニッペルが同僚の作曲家や音楽家を告発したという証拠があるわけではない。
モスクワでレインゴリト・グリエールとニコライ・ジリャーエフに作曲を学び、グネーシン音楽学校にてエレーナ・グネーシナにも師事。ドイツ時代にもフライブルクでユリウス・ヴァイスマンに、ベルリンでフィリップ・ヤルナハに師事した。1920年代には、モスクワ芸術劇場において、ヴラディーミル・ダンチェンコやコンスタンチン・スタニスラフスキーと共同作業に入る。
クニッペルは多作家であり、5つの歌劇や20の交響曲のほか、バレエ音楽、ピアノ曲、映画音楽を残している。中央アジア諸国や北カフカスの民族音楽を研究し、トルクメンやキルギス、タジクの民謡を編曲した。
ドイツ留学を経て書かれた初期作品は、バルトークやヒンデミットの影響を受けていたが、スターリンが政権を執ると、伝統回帰の姿勢を明らかにした。
クリメント・ヴォロシーロフに献呈された《交響曲第4番「コムソモールの唄」》は、ヴィクトル・グーセフの歌詞で有名な「ポーリュシカ・ポーレ」が含まれている。この合唱曲は、赤軍合唱団によって愛唱され、世界的に広められた。この作品は、社会主義リアリズム芸術の一例としても名高い。
1948年にアンドレイ・ジダーノフとフレンニコフによる「形式主義批判」に遭遇している。
ロストロポーヴィチに献呈された1971年の「チェロと打楽器、室内オーケストラのための協奏的詩曲」は、初期のモダニズムを回顧している。